# UFC 165
UFC 165: Jones vs. Gustafsson foi um evento de artes marciais mistas promovido pelo Ultimate Fighting Championship, ocorrido em 21 de setembro de 2013 no Air Canada Centre, em Toronto, no Canadá.

## Background
O evento principal foi a disputa do Cinturão Meio Pesado do UFC entre o atual campeão Jon Jones e o desafiante  Alexander Gustafsson.
O co-evento principal será a luta entre Renan Barão e Eddie Wineland, que valerá pelo Cinturão Interino Peso Galo do UFC, a luta aconteceria no UFC 161, porém uma lesão sofrida por Barão fez com que a luta tenha sido remarcada para esse evento.
Mark Bocek era esperado para enfrentar Michel Prazeres no evento, porém uma lesão o tirou do evento. Sendo substituído pelo estreante no UFC Jesse Ronson.
Norifumi Yamamoto era esperado para enfrentar Ivan Menjivar no evento, porém uma lesão o tirou do evento. Seu substituto foi Wilson Reis.

## Card Oficial
Nota 1 Pelo Cinturão Meio-Pesado do UFC.

Nota 2 Pelo Cinturão Interino Peso-Galo do UFC.

## Bônus da Noite
- Luta da Noite:  Jon Jones vs.  Alexander Gustafsson
- Nocaute da Noite:  Renan Barão
- Finalização da Noite:  Mitch Gagnon